# Kelsey Phinney
Kelsey Phinney (* 9. April 1994 in Boulder) ist eine ehemalige US-amerikanische Skilangläuferin. 

## Werdegang
Phinney startete im November 2012 in West Yellowstone erstmals bei der US Super Tour und belegte dabei den 39. Platz über 10 km Freistil. Im Januar 2016 holte sie im Sprint in Lake Placid ihren ersten Sieg in dieser Rennserie. Bei den U23-Weltmeisterschaften 2016 in Râșnov kam sie auf den 44. Platz über 10 km klassisch, auf den 39. Rang über 10 km Freistil und auf den 34. Platz im Sprint. Im August 2016 siegte sie beim Australia/New-Zealand-Cup in Falls Creek im Sprint. Bei den U23-Weltmeisterschaften 2017 in Soldier Hollow errang sie den 30. Platz über 10 km Freistil und den 16. Platz im Sprint. In der Saison 2017/18 kam sie mit fünf Top-Zehn-Platzierungen auf den zehnten Platz in der Gesamtwertung der US Super Tour. Ihr Debüt im Weltcup hatte sie im März 2018 in Lahti, das sie auf dem 36. Platz im Sprint beendete. In der ihrer letzten Saison als aktive Sportlerin 2018/19 holte sie in Lahti mit dem 19. Platz im Sprint ihre ersten und einzigen Weltcuppunkte.

## Siege bei Continental-Cup-Rennen
| Nr. | Datum           | Ort         | Disziplin       | Serie                     |
| --- | --------------- | ----------- | --------------- | ------------------------- |
| 1.  | 30. Januar 2016 | Lake Placid | Sprint Freistil | US Super Tour             |
| 2.  | 20. August 2016 | Falls Creek | Sprint Freistil | Australia/New-Zealand-Cup |